# Mary-Claire King
Mary-Claire King est une généticienne américaine née le 27 février 1946. 
Elle a découvert en 1990 le gène BRCA1 responsable de la forme héréditaire du cancer du sein. Elle est également à l'origine de la découverte de la proximité génétique du chimpanzé et de l'être humain. Elle est aussi spécialiste de l'utilisation de la génétique appliquée aux droits humains.  

## Biographie

### Etudes
Mary-Claire King a fait des études de mathématiques à Carleton College dans le Minnesota et des études de génétique à l’université de Californie à Berkeley.

### Carrière
Mary-Claire King accepte un poste de professeur de génétique et épidémiologie pour l'université de Berkeley, en Californie en 1976. 

## Travaux scientifiques

### Cancer du sein
De 1974 à 1990, King mena des années de recherche minutieuse, cherchant un marqueur génétique, un gène identifiable qui tendait à accompagner la présence du cancer du sein dans les familles.  Pendant la majeure partie de cette période, la théorie prédominante était que le cancer était viral. La plupart des scientifiques ont ignoré ou attaqué ses idées. L'idée que les modèles génétiques puissent être liés à l'incidence de maladies complexes était considérée comme improbable. La génétique avait été reconnue comme significative dans les maladies liées à un lien génétique simple, telles que la maladie de Huntington, la mucoviscidose et la drépanocytose, mais les chercheurs étaient sceptiques quant à l'utilité de la génétique pour étudier des maladies plus courantes et complexes impliquant à la fois de multiples facteurs génétiques et influences environnementales. King s'inquiétait parfois de se lancer dans une impasse en essayant d'étudier les interactions entre la génétique et une maladie humaine complexe.
En 1990, King et son équipe avaient examiné et rejeté 172 marqueurs possibles en utilisant une technique appelée analyse du couplage familial. Ensuite, l’un des membres de l’équipe a suggéré de réorganiser leurs données en fonction de leur âge, en se concentrant sur les familles dans lesquelles les membres avaient développé un cancer à un âge relativement jeune. L'idée était que les premiers cas pourraient être plus susceptibles de refléter une composante génétique, contrairement aux mutations sporadiques qui pourraient survenir à tout âge, voire s'accumuler avec le temps. Le groupe de King a pu démontrer qu'un seul gène du chromosome 17 pouvait être lié à de nombreux cancers du sein et de l'ovaire. Jusqu'à 5-10% de tous les cas de cancer du sein peuvent être héréditaires. En 1991, King nomma officiellement le gène BRCA1. Sa découverte a ouvert la voie à l'identification de la séquence du gène. 
En septembre 1994, Myriad Genetics a publié un article sur le clonage positionnel de la séquence après une "course" très médiatisée par des groupes de scientifiques. En décembre 1994, King et ses collaborateurs ont publié les résultats d'une seconde cohorte de familles. Un second gène, BRCA2, a également été trouvé. Ces deux gènes, BRCA 1 et BRCA 2, travaillent ensemble pour nettoyer les cellules du corps qui ont été endommagées par des substances telles que le tabac ou aident simplement à nettoyer les cellules car elles ont vieilli. Lorsque ces gènes ne remplissent pas ces fonctions, les cellules se développent et se divisent rapidement, entraînant certains types de cancers. Les deux gènes ont fonctionné pour supprimer le développement des tumeurs cancéreuses, mais certains types de mutations génétiques pourraient les en empêcher.
En 1996, avec le soutien de la Fondation pour la recherche sur le cancer du sein (BCRF), Mary-Claire King et l’assistante sociale Joan Marks ont lancé l’étude sur le cancer du sein à New York, qui a permis de déterminer que l’incidence du cancer du sein et de l’ovaire était liée à des mutations héréditaires des gènes BRCA1. et BRCA2. Les chercheurs ont étudié des femmes d'origine juive ashkénaze à New York, un groupe connu pour avoir une incidence très élevée de cancer du sein (jusqu'à 80% de risque à 70 ans, contre 12% dans la population en général). Elle a également étudié l'incidence du cancer du sein chez les femmes palestiniennes.
La découverte du "gène du cancer du sein" a révolutionné l'étude de nombreuses autres maladies courantes. La technique mise au point par King pour identifier BRCA1 s’est depuis révélée précieuse dans l’étude de nombreuses autres maladies et affections. Les contributions de King ont permis aux gens d'être informés sur des informations génétiques qui pourraient ensuite les aider à faire les meilleurs choix pour eux-mêmes et pour leur avenir.

## Distinctions

### Prix
- 1999 : Komen Brinker Award for Scientific Distinction (en)[5]
- 2004 : Prix Gruber de génétique[6]
- 2006 : Prix Heineken dans la catégorie Médécine[7]
- 2006 : Weizmann Women & Science Award (en)[8]
- 2010 : Médaille double hélice de la Cold Spring Harbor Laboratory[9]
- 2010 : Prix Pearl Meister Greengard[10]
- 2013 : Prix Paul-Ehrlich-et-Ludwig-Darmstaedter[11]
- 2014 : National Medal of Science[12]
- 2014 : Prix spécial Albert-Lasker[13]
- 2014 : Prix de biologie de la Hudson Alpha institute for Biology[14]
- 2016 : Prix TÜBA de l'Académie national de science de Turquie (en)[15]
- 2018 : Médaille Mendel de la Genetics Society (en)[16]
- 2018 : Prix Shaw en sciences de la vie et médecine[17]
- 2018 : Prix Dan-David dans la catégorie Futur - Médecine personnalisée[18]
- 2018 : Prix du plaidoyer de l'American Society of Human Genetics (en)[19]
- 2018 : Médaille Benjamin Franklin (en) de la Société américaine de philosophie[20]
- 2020 : Prix William-Allan.

### Sociétés savantes
- Membre de l'Académie nationale de médecine des États-Unis
- 1993 : Membre de l'Association américaine pour l'avancement des sciences[21]
- 1999 : Membre de l'Académie américaine des arts et des sciences[22]
- 2005 : Membre de l'Académie nationale des sciences[23]
- 2009 : Associé étranger de l'Académie des sciences, élu le 8 décembre 2009 dans la section Biologie humaine et sciences médicales[24].

### Honneurs
Elle a reçu plusieurs doctorats honoris causa :
- 1992 : Carleton College[25]
- 1994 : Smith College[26]
- 1995 : Bard College en Sciences
- 2003 : Université Columbia[27]
- 2003 : université Harvard[28]
- 2005 : université Brown[29]
- 2006 : KU Leuven[30]
- 2007 : université Yale[31]
- 2008 : université de Princeton[32]
- 2008 : université de Tel Aviv en Philosophie[33]
- 2016 : université de Hong Kong en Sciences[34]
- 2018 : Université de la Colombie-Britannique en Sciences[35]